# Бакушная
Баку́шная — гора на Среднем Урале, в городе Новоуральске Свердловской области России. Высота — 407,3 м.

## Название
На старых картах гора Бакушная обозначена как Баклушная (от русского слова «баклуша»). Баклуша — это чурка для выделки деревянных изделий. Со временем буква «л» в названии горы попросту была утеряна.

## География
Гора Бакушная расположена в северо-западной части закрытого города Новоуральска. Высота вершины над уровнем моря — 407,3 м.
Гора вытянута с севера на юг на 1 км и покрыта лесом. На ней имеется несколько скальных останцов. С Бакушной открывается вид на окрестности, например: на горы Пчельник, Бунар и садоводческое товарищество «Строитель-1» на севере, промышленную зону Уральского электрохимического комбината, на далёкие Нейво-Рудянку и Рудянский пруд на северо-западе, на Верх-Нейвинский на востоке.
На юге Бакушная соединяется с соседней Кирпичной горой. К западу от Бакушной пролегает Объездное шоссе города. К северу и востоку от горы располагаются объекты промышленной зоны города: множество предприятий, строений, складов. Между предприятиями проходят автодороги. В частности, в предгорьях Бакушной пролегают городские улицы: Походная (к северу от горы), Таганская (к северо-востоку и востоку), Промышленная и Подгорная (к юго-востоку), со стороны которых можно взойти на гору. Сама гора переплетена множеством лесных тропинок. По северному склону Бакушной проходят линии электропередач Бунарская — Песчаная и ВТГРЭС — Песчаная.